# كورتوي (ميزوري)
كورتوي (بالإنجليزية: Courtois)‏ هي إحدى المجتمعات الفردية (غير مصنفة) في ولاية ميزوري في الولايات المتحدة الأمريكية.